# Two Harbors
Two Harbors is een plaats (city) in de Amerikaanse staat Minnesota, en valt bestuurlijk gezien onder Lake County.

## Demografie
Bij de volkstelling in 2000 werd het aantal inwoners vastgesteld op 3613.
In 2006 is het aantal inwoners door het United States Census Bureau geschat op 3454, een daling van 159 (-4,4%).

## Geografie
Volgens het United States Census Bureau beslaat de plaats een oppervlakte van
8,3 km², geheel bestaande uit land. Two Harbors ligt op ongeveer 381 m boven zeeniveau.

## Plaatsen in de nabije omgeving
De onderstaande figuur toont nabijgelegen plaatsen in een straal van 44 km rond Two Harbors.